# 別列斯尼夫
49°1′40″N 25°10′46″E / 49.02778°N 25.17944°E
別列斯尼夫（烏克蘭語：Велеснів），是烏克蘭的村落，位於該國西部捷爾諾波爾州，由喬爾特基夫區負責管轄，始建於1454年，面積2.41平方公里，2001年人口687，人口密度每平方公里285.1人。